# بازنشانی خودرو

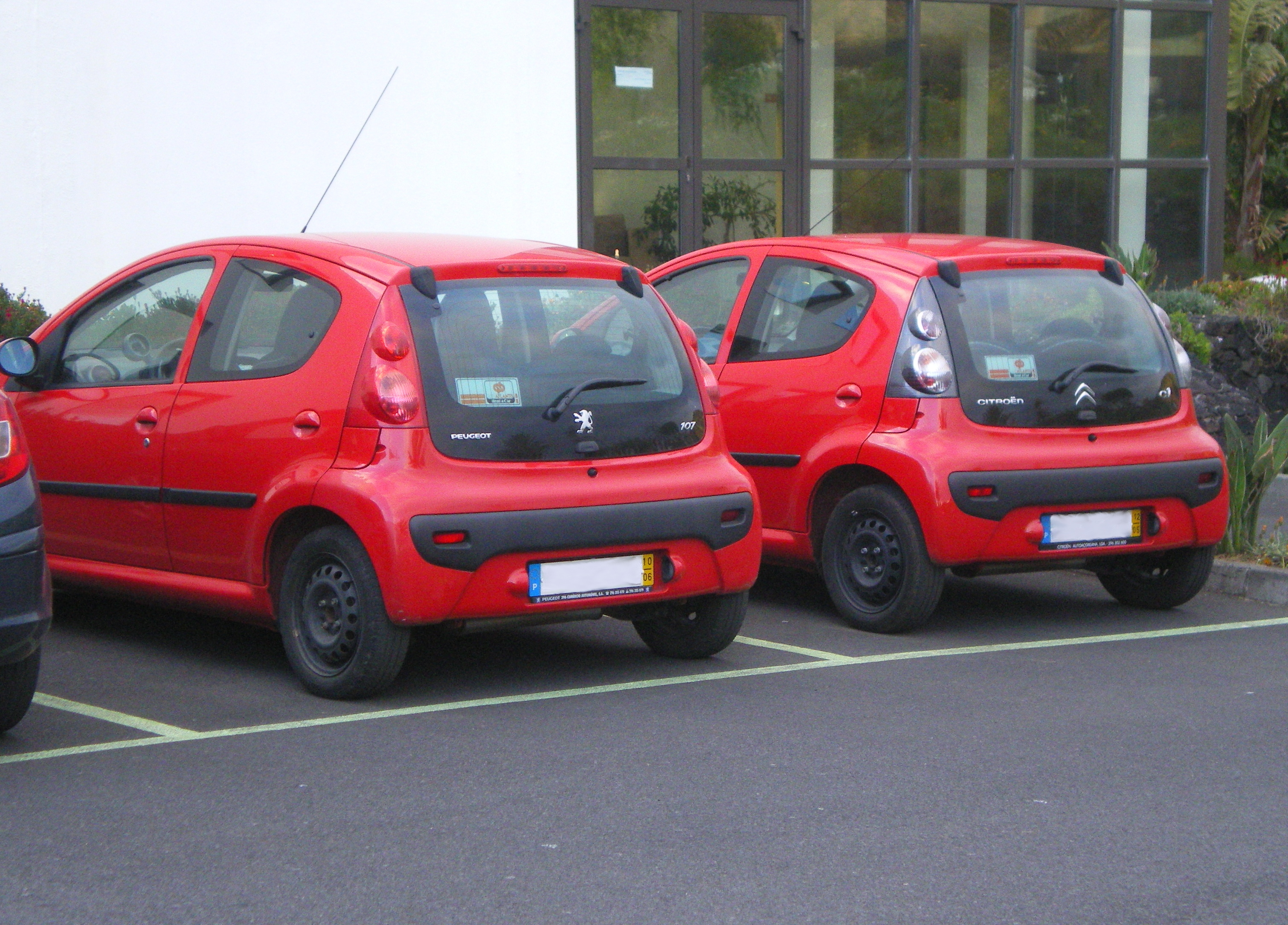
خودروهای سیتروئن سی۱ و پژو ۱۰۷ بسیار شبیه هم هستند و بیشتر قطعات مورد استفاده آنها یکسان است.

بازنشانی خودرو (به انگلیسی: Rebadging) عملی که در آن نشان یا علامت تجاری یک خودرو توسط یک شرکت تغییر یافته و پس از آن بازاریابی آن به عنوان یک محصول متمایز آغاز می‌شود. با توجه به هزینه بالای طراحی و مهندسی یک مدل جدید یا ایجاد یک نام تجاری (که ممکن است برای سالها طول بکشد)، صرفه جویی به مقیاس باعث ارزان‌تر شدن آن می‌شود. امکان این نیز وجود دارد که محصولی یک بار یا چندین بار با برندهای مختلفی ارائه شود.
اصطلاح بازنشانی خودرو، یک کپی برداری (در بیشتر موارد مجاز) است، که در آن مهندسی واقعی هرگز یا کمی انجام می‌شود.
هرچند این مورد کاملاً با استفاده از پلتفرم یکسان در چند محصول متفاوت است و تغییراتی که در طی این فرایند صورت می‌گیرد بسیار کمتر است.

## خودروهای تولیدی با کسب اجازه
یک نوع از بازنشانی، تولید یک خودرو توسط یک شرکت دیگر با برندی دیگر و معمولاً در کشوری دیگر است که در این صورت نیاز به کسب اجازه از شرکت مادر دارد. اولین خودروی این چنینی آستین ۷ (۱۹۲۲ تا ۱۹۳۹) بود که توسط شرکت آستین موتور طراحی و ساخته شد و مجوز ساخت آن به تولیدکنندگان دیگری در قاره‌های دیگر داده شد و تبدیل به اولین خودروی این چنینی شد. از جمله این شرکت‌ها می‌توان به شرکت آمریکایی بانتام، شرکت آلمانی ب‌ام‌و و شرکت ژاپنی نیسان اشاره کرد.
از جمله خودروهای بعد از جنگ که این قضیه را تجربه کرد، فیات ۱۲۴ بود که توسط فیات اتومبیلز طراحی و ساخته شد و امتیاز تولید آن به تولیدکنندگان مختلف دیگر از کشورهای مختلف داده شد و به خودرویی غالب در بسیاری از کشورهای اروپای شرقی و غرب آسیا تبدیل شد.
موریس آکسفورد سری ۴ که توسط موریس موتورز در سال ۱۹۵۵ ساخته شد، در بازار هندوستان با نام هندوستان آمباداسور و تا سال ۲۰۱۴ تولید شد. مثالی دیگر برای این قضیه، خودروی بریتانیایی روتس ارو است که امتیاز تولید آن توسط کشور ایران خریداری شد و در آنجا با نام پیکان تولید و عرضه شد. گروه نازا نیز با کسب اجازه محصولاتی از کیا موتورز و پژو را با برند خود عرضه می‌کرد.
ولگا سیبر خودرویی بر اساس کرایسلر سبرینگ سدان و دوج استراتوس بود و در سال‌های ۲۰۰۸ تا ۲۰۱۰ در کشور روسیه تولید می‌شد.